# Distrito de Kamikita
El distrito de Kamikita (上北郡 Kamikita-gun?) es un distrito localizado en la prefectura de Aomori, Japón. En junio de 2019 tenía una población de 93.658 habitantes y una densidad de población de 73,2 personas por km². Su área total es de 1.280,32 km².

## Localidades
- Noheji
- Oirase
- Rokkasho
- Rokunohe
- Shichinohe
- Tōhoku
- Yokohama